# Paga extraordinària
La paga extraordinària és una gratificació extraordinària que rep el treballador per la seva feina.

## La paga extraordinària a Espanya
A Espanya ve regulada pel Decret Legislatiu 1/1995, conegut com l'Estatut dels Treballadors. Aquests tenen dret a dues gratificacions extraordinàries a l'any, proporcionals al temps treballat.
Una es rep per les festes de Nadal i l'altra al mes que es fixi per conveni col·lectiu o per acord entre empresari i els representants legals dels treballadors, normalment al juny. També per conveni col·lectiu es fixa la quantitat d'aquestes gratificacions.